# 地蔷薇
地蔷薇（学名：Chamaerhodos erecta）为蔷薇科地蔷薇属的植物。分布于俄罗斯、蒙古、朝鲜以及中国大陆的黑龙江、山西、新疆、甘肃、内蒙古、辽宁、陕西、宁夏、青海、河北、吉林、河南等地，生长于海拔2,500米的地区，见于丘陵、山坡及干旱河滩，目前尚未由人工引种栽培。